# Цао Бусін
Цао Бусін (кит.: 曹不興), III ст.) — китайський художник часів династії У періоду Трьох держав.

## Життєпис
Про місце й дату народження Цао Бусіна нічого невідомо. Все життя мешкав у державі Ву в районі сучасного Чжецзяну, багато подорожуючи країною. Водночас займався суто створенням картин, часто виконував замовлення володарів держави та місцевої знаті.

## Творчість
Цей художник належав до реформаторів китайського живопису, який створював твори в західному (буддистському) стилі, прищеплював нові художні прийоми стародавньої ханьської традиції. Цао Бусін залишився в китайської художньої традиції як чудовий майстер зображення драконів, буддійських сюжетів, людських фігур і тигрів. З його імені, як правило, починається будь-яка історія китайського живопису. Єдина відома картин «Голова дракона» дотепер збереглася.